# Sigmar Gabriel
Sigmar Hartmut Gabriel (Goslar, 1959. szeptember 12. –) német szociáldemokrata politikus, tanár. 2013 és 2018 között alkancellár és 2017-től 2018-ig Németország külügyminisztere volt. 2009 és 2017 között a Németország Szociáldemokrata Pártja elnöke volt.

## Életpályája
1990 és 2005 között az alsó-szászországi tartományi parlament (Landtag) képviselője volt.
2009-ben a Bundestag tagja lett.
2009 és 2012 között Gabriel a Szocialista Internacionálé alelnöke volt.